# Pseudomacroxiphus szentia
Pseudomacroxiphus szentia är en insektsart som först beskrevs av Willemse, C. 1958.  Pseudomacroxiphus szentia ingår i släktet Pseudomacroxiphus och familjen vårtbitare. Inga underarter finns listade i Catalogue of Life.